# Powiat Nyíradony
Powiat Nyíradony (węg. Nyíradonyi járás) – jeden z dziewięciu powiatów komitatu Hajdú-Bihar na Węgrzech. Siedzibą władz jest miasto Nyíradony.

## Miejscowości powiatu Nyíradony
- Álmosd
- Bagamér
- Fülöp
- Nyírábrány
- Nyíracsád
- Nyíradony
- Nyírmártonfalva
- Újléta
- Vámospércs